# Grönstedts
Grönstedts (Grönstedts Cognacshus) är ett ursprungligen svenskt varumärke för alkoholhaltiga drycker, ursprungligen cognac och punsch, numera även champagne. Grönstedts ägs sedan 2009 av det finska företaget Altia Corporation.

## Historik
Namnet Grönstedts kommer från vinhandlaren Johan Daniel Grönstedt, som var verksam i Stockholm och som 1846 köpte in och blandade sin första cognac under eget namn. Efter Grönstedts död 1876 överlämnades verksamheten till Georg August Wilhelm Schuldheis. Som ett led i statens monopolisering av den svenska alkoholnäringen köpte statligt ägda Vin & Spritcentralen 1917 upp verksamheten. 1931 övergick Grönstedts från att vara ett dotterbolag till att vara ett varumärke.
Produktionen av Grönstedts har flyttat runt flera gånger. Länge låg den på Reimersholme, följt av Södertälje, Årsta och Sundsvall. 2008 flyttades blandningen och buteljeringen av Grönstedts från Sundsvall till Frankrike.
Efter att Vin & Sprit såldes till franska Pernod Ricard 2008 var Grönstedts ett av de varumärken som Pernod Ricard tvingades sälja för att uppfylla krav från EU:s konkurrensmyndighet. Inledningsvis ville norska Arcus köpa Grönstedts, men denna affär fick 2009 nej från EU:s konkurrensmyndighet, eftersom Arcus redan ägde Braastad. Grönstedts såldes 2009 istället till finska Altia.

## Cognac
Numera blandas och buteljeras Grönstedtscognacen i Cognac-regionen i Frankrike. Tidigare ägdes Grönstedts av Vin & Sprit, som importerade cognacsråvaran till Sverige, där den lagrades, blandades och buteljerades vid Vin & Sprits anläggning i Sundsvall. Eftersom cognac sedan 1936 är en skyddad ursprungsbeteckning, har råvaran även tidigare varit fransk.
Ett antal olika cognacer saluförs under Grönstedtsnamnet. De vanligaste är Grönstedts *** (en VS), Grönstedts Monopol (en VSOP), Grönstedts VO, Grönstedts XO och Grönstedts Extra som alla ingår i Systembolagets bassortiment. Grönstedt tillverkar ibland även mer exklusiva cognacer i små serier.

## Punsch
Grönstedts punsch, ofta känd som Grönstedts Blå, skapades av Johan Daniel Grönstedt omkring 1834 på källaren Stiernan på Österlånggatan. Johan Daniel hade flera punchsorter av olika kvalitet i sortimentet och dessa hade varierande färger på etiketterna. Den blå – Prima Punsch – var den mest exklusiva och dyraste varianten. Punschen tillverkades inte åren 2006-2020.

## Övriga drycker
Grönstedts namn har tidigare även använts för portvin, främst Grådask, och för armagnac samt glögg.